# Жайремский горно-обогатительный комбинат
Жайре́мский горно-обогатительный комбинат (каз. Жәйрем кен байыту комбинаты, англ. Zhairem GOK) — казахстанская компания-производитель полиметаллического и марганцевого сырья, градообразующее предприятие посёлка Жайрем города Каражал Улытауской области. Один из основных производителей марганцевого концентрата Казахстана, входит в тройку крупнейших компаний горно-добывающей сферы области. Офис компании расположен в городе Караганде. Принадлежит горнометаллургической компании «Казцинк», подконтрольной транснациональной группе Glencore. До декабря 2014 года входил в состав холдинга ENRC.

## История
Первая очередь Жайремского горно-обогатительного комбината сдана в эксплуатацию 30 декабря 1976 года. Строительство ГОКа на базе Жайремского барито-полиметаллического месторождения, открытого в 1959 году, было объявлено Всесоюзной ударной комсомольской стройкой.
После распада СССР в 1994 году предприятие было приватизировано. Через аффилированные фирмы новым хозяином АО «Сарыаркаполиметалл» стал Казпотребсоюз, хотя противником данной сделки был министр промышленности Республики Казахстан (1992—1994) Альберт Саламатин, заявивший, что сделка была произведена с нарушениями.
В середине 1990-х компанией Nakosta AG, зарегистрированной в городе Цуг в Швейцарии, у тринадцати инвестиционных приватизационных фондов были приобретены 51 % простых акций АО «Сарыаркаполиметалл», купившей также Карагандинский и Алматинский маргариновые заводы. В конце 1990-х на ОФ «Саранская» (г. Сарань) дочернего ТОО «Жалаир», было налажено производство баритовых концентратов для нефтедобывающей промышленности. В начале 2000-х ГОК был продан Olberg Holding AG, а маргариновые заводы — Ursem Holding AG, также зарегистрированные в швейцарском Цуге. В 2007 году маргариновые заводы объединились в холдинг «Евразиан Фудс Корпорэйшн», а ранее, в 2004 году, Жайремский ГОК вошёл в состав других «евразийцев» — ЕПА (ЕФПК, ENRC, ныне ERG) Александра Машкевича и Ко.
В конце 2014 года Евразийская группа реализовала на Казахстанской фондовой бирже 99,9 % акций Жайремского ГОКа компании «Казцинк» за 55,879 млрд тенге (более 307,5 млн долларов США), хотя ранее опровергала слухи о продаже предприятия. Причиной было названо избавление от непрофильных активов с целью снижения долговой нагрузки холдинга, хотя АО «Жайремский ГОК» является вторым держателем законтрактованных запасов марганца (32 %) в Республике Казахстан после дочернего ТОО «Оркен» компании «АрселорМиттал Темиртау». «Казцинк», в свою очередь, продолжая консолидацию свинцово-цинковых активов компании в Казахстане, увеличил собственную минерально-сырьевую базу, так, на долю ЖГОКа приходится 30 % и 19 % законтрактованных казахстанских запасов свинца и цинка, соответственно.

## Описание
В состав Жайремского ГОКа входят карьеры, шахта, обогатительная фабрика и дробильно-сортировочные установки. Минерально-сырьевая база комбината представлена месторождениями Атасуского рудного района: барито-полиметалическое «Жайрем» (три участка — Западный, Дальнезападный и Восточный), железо-марганцевое и барито-свинцовое «Ушкатын-3», железо-марганцевое «Жомарт», а также «Ушкатын-1», «Западный Жомарт» и участок «Перстневский» (продолжение месторождения «Ушкатын-3»). Часть рудников находится в состоянии временной консервации вследствие экономической нецелесообразности их разработки в существующих условиях и основным профилем компаний-владельцев (ENRC — ферросплавы, в производстве которых используется марганец; Казцинк — свинец и цинк).
Среднее соотношение свинца, цинка и бария в руде 1:2,4:11,1. Часть месторождений находится на территории Жанааркинского района Карагандинской области. Парк техники представлен экскаваторами, буровыми станками, автосамосвалами грузоподъёмностью от 42 до 110 тонн и вспомогательного оборудования.
С конца 1990-х в предприятие вложены инвестиции — на обновление автопарка (более производительные самосвалы Caterpillar), приобретение буровых станков, экскаваторов, технологического оборудования для обогащения руд, и на реконструкцию обогатительных фабрик. Около 6,1 млн долларов США было потрачено на научные исследования, концептуальные проработки, ТЭО и проектные работы. Проведена полная компьютеризация службы управления, созданы отделы АСУП, стратегии и развития, планирования горных работ, внедряются программные средства, такие как горно-геологический программный комплекс Surpac, и система SAP R/3. Разработаны компьютерные модели месторождений, находящихся в сфере деятельности комбината.

## Деятельность
На начало XXI века АО «Жайремский ГОК» является основным производителем и экспортёром марганцевых и баритовых концентратов в Республике Казахстан, имеет в своём распоряжении крупную минерально-сырьевую базу, развитую промышленную инфраструктуру. Является крупным поставщиком марганцевой руды в Россию, потеснив украинские Марганецкий и Орджоникидзевский ГОКи. Так, в 2001—2006 годах, доля Жайремского ГОКа на российском рынке составляла свыше 80 %. На казахстанском марганцевом рынке компания присутствует ограничено, так как основные потребители марганца в республике — ТНК «Казхром» и ТЭМК, имеют собственных производителей рудного сырья — РУ «Казмарганец» и РУ «Марганец», соответственно.
Кроме России, железомарганцевая продукция комбината экспортируется в КНР, на Украину и другие страны, баритовый концентрат на Украину, в Россию, Туркменистан и Узбекистан.

## Собственники
- Во время существования СССР находился в государственной собственности, вся прибыль и доход от деятельности комбината направлялись в государственный бюджет
- После распада СССР комбинат перешел в собственность Республики Казахстан, в 1994 году акционирован и вошёл в состав государственного АО «Сарыаркаполиметалл»[19]
- В мае 1994 года государственный пакет акций АО «Сарыаркаполиметалл» был продан в частную собственность
- В сентябре 2004 года акционером комбината стала корпорация ENRC
- В декабре 2014 произошла смена акционеров, акционером комбината с тех пор является ТОО «Казцинк» (в свою очередь «Казцинком» владеет транснациональная иностранная компания Glencore с долей 69,7 %)